# 정부과천청사
정부과천청사(政府果川廳舍, Government Complex Gwacheon)는 경기도 과천시 관문로 47에 위치한 5동의 청사를 통틀어 일컫는 말이다.

## 역사
1975년 12월 수도권 인구소산 계획에 의거 수립된 정부 제2청사 건립계획으로부터 시작된다. 정부과천청사는 대지면적 369,991m2(111,921평)을 확보해 개발되기 시작하였다. 1979년 4월 청사 1, 2동이 착공된 것으로부터 정부과천청사 부지가 개발되기 시작하였다. 소재지는 1985년까지 시흥군 과천면이었으나 1986년 1월 1일 과천면이 과천시로 승격되었다. 본래 명칭은 정부제2청사였으나 1997년에 정부과천청사라는 이름으로 명칭이 변경되었다.
1982년 1동과 2동이 준공되었고 1982년 7월에는 보건사회부와 과학기술처가 2동에 입주하였으며 동년 12월에는 2동에 비상기획위원회가 입주하였다. 그 후 1983년 3월 1동에 건설부, 농림수산부, 법무부가 입주해 1동과 2동의 개발이 완료되었다.
1983년 5월 청사 3, 4동이 착공되었고 1985년 12월 준공되어 1986년 1월 상공부, 재무부, 노동부, 동력자원부가 입주하였다. 그 뒤 1986년 2월 현재 기획재정부가 담당하는 경제 기획 업무를 맡아 처리하던 경제기획원이 1동에 추가 입주하였다. 1991년 2월 청사5동이 착공되었고 1993년 3월 3동에 입주하였던 상공부, 동력자원부가 상공자원부로 조직이 변경되었다. 1994년 1월 청사 5동이 준공되어 동년 3월 교통부, 환경처가 각각 입주하였다.
동년 12월 정부조직 개편에 의거 정부과천청사에 위치한 경제기획원. 재무부가 재정경제원으로 조직이 변경되었고 건설부와 교통부가 건설교통부로 조직이 합쳐졌으며, 환경처가 환경부로 보건사회부가 보건복지부로, 상공자원부가 통상산업부로 경제기획원 소관 공정거래위원회가 국무총리 직속 독립기관으로 변경되었다.
1998년 2월 정부조직개편에 의거 재정경제원이 재정경제부와 기획예산위원회와 예산청으로, 통상산업부가 산업자원부로(통상기능은 외교통상부로 이관), 과학기술처가 과학기술부로 변경되었다. 2008년 2월 29일 정부조직이 다시 바뀌면서 기획예산처와 재정경제부가 합쳐져서 기획재정부가 되는등 많은 조직개편이 생겼다.(기존 2원18부4처10위원회 → 변경 2원15부2처5위원회) 이에 따라서 청사 부처 배치도 바뀌게 되었다.

## 입주 기관
정부과천청사의 입주기관은 7개 부처 5,500여명이었으나, 법무부를 제외한 6개 부처가 정부세종청사로 이전할 예정이다.

### 1동
- 법무부
- 서울지방중소벤처기업청
- 경인지방통계청
- 서울지방교정청
- 북한인권기록보존소

### 2동
- 방송통신위원회, 정부청사관리소 소속 과천청사관리소, 서울지방공정거래사무소, 정부민원안내콜센터, 서울지방국토관리청

### 3동
- 방위사업청

### 4동
- 과학기술정보통신부, 방위사업청, 경인지방식품의약품안전청

### 5동
- 사행산업통합감독위원회
- 고위공직자범죄수사처

### 부속 건물
- 후생동
- 안내동

## 기타
가까운 거리에 과천시청, 중소기업특별위원회, 국사편찬위원회가 위치해 있다. 1997년부터 부서 추가 입주를 위해 6동 건설 계획이 잡혀있고 설계까지 완료되었으나 IMF 구제금융사건과 행정중심복합도시 건설 계획으로 인해 착공되지 않고 있다.

## 같이 보기
- 대한민국 행정부
- 경기도
- 과천시
- 관문로
- 대한민국 중소기업특별위원회
- 대한민국 국사편찬위원회